# Погляд на дві тисячі ярдів

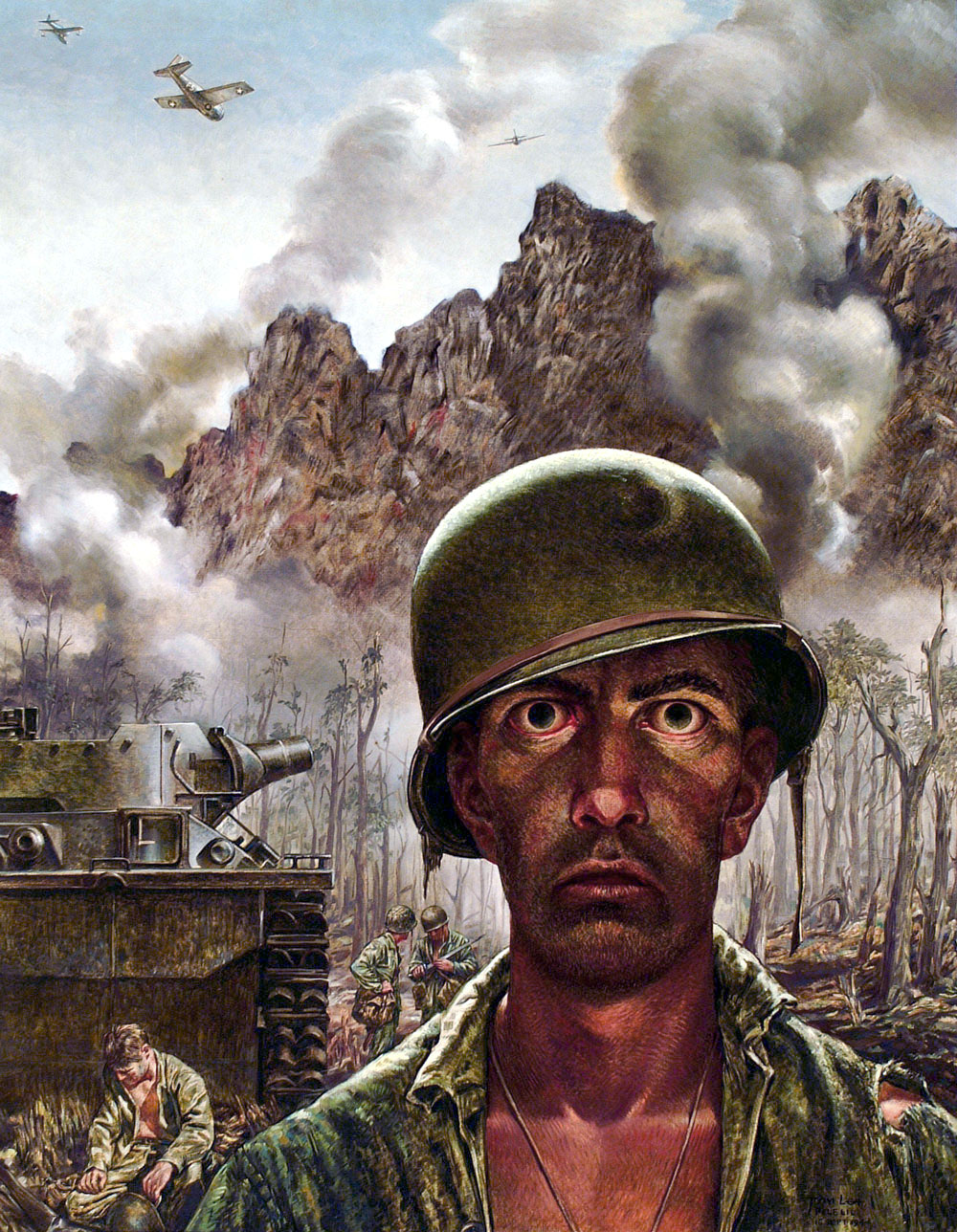
Картина «Погляд на дві тисячі ярдів». Художник Томас Лі

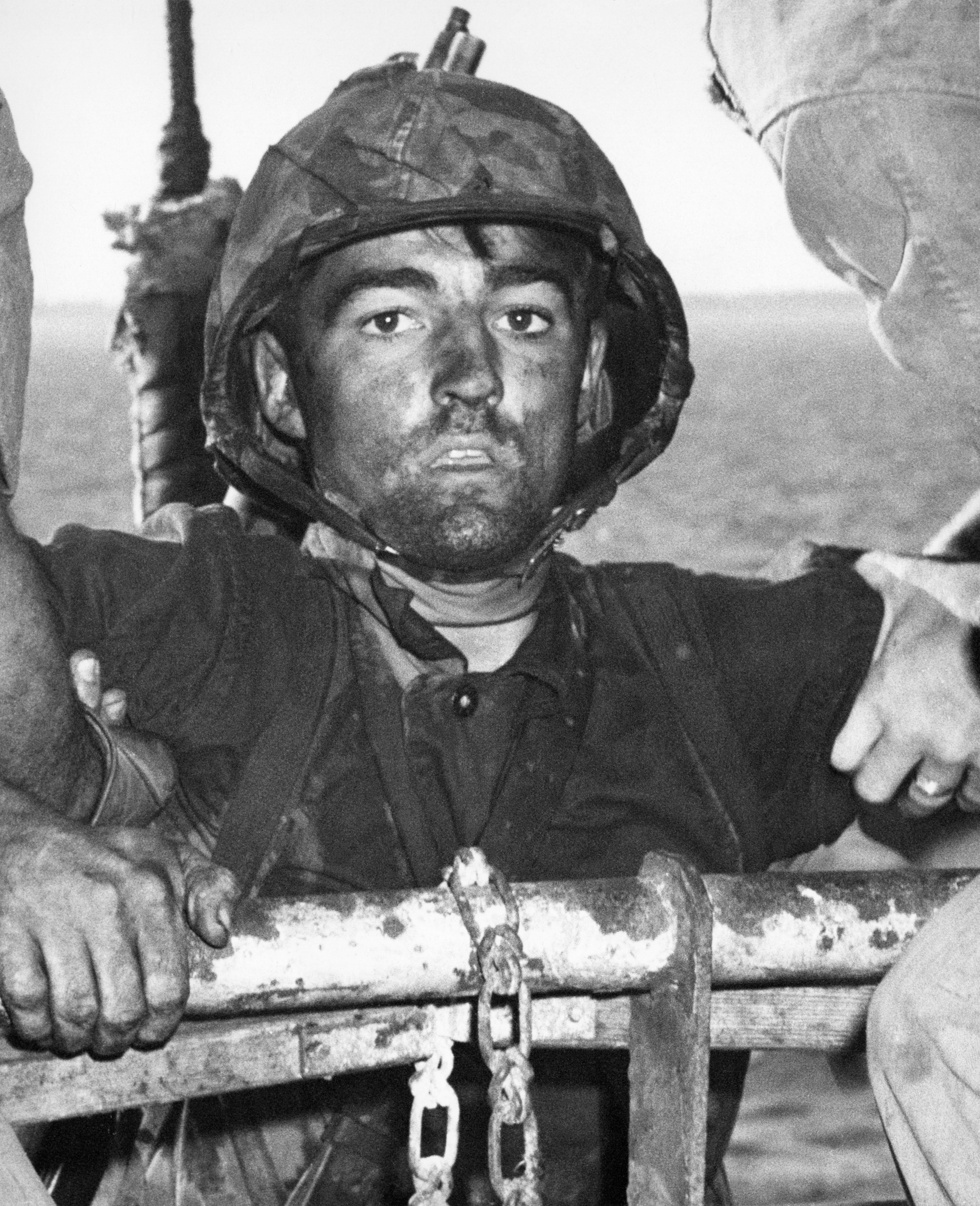
Відчужений погляд бійця морської піхоти після битви за атол Еніветок

«Погляд на дві тисячі ярдів» чи погляд у простір, відчужений погляд — несфокусований погляд, що часто спостерігається у солдатів, які перенесли бойову психічну травму. Може спостерігатися і в інших випадках психологічної травми.
Є ознакою посттравматичного стресового розладу. Відчужений погляд вказує на відсторонення від травмуючої ситуації.

## Назва
У США відчужений погляд солдата, який пережив бойову психологічну травму, у розмовній мові називається «поглядом на дві тисячі ярдів» (англ. Two-Thousand-yard stare).
Вираз з'явився після публікації в журналі «Life» репродукції з картини відомого американського художника, військового кореспондента та історика Томаса Лі (на іл.)
Сам художник розповідав:
|  | Я бачив чоловіків з таким виразом обличчя. У мене на власному обличчі був такий. Воно відчувається скутим, а м'язи не хочуть працювати, коли ти намагаєшся посміхнутися, показати емоцію або говорити. Оригінальний текст (англ.) I've seen men with that look on their faces. I've had it on my own face. It feels stiff, and the muscles don't want to work right when you try to smile, or show expression, or talk. |

Прибулий на в'єтнамську війну в 1965 році тодішній капрал Джо Уль (англ. Joe Houle) розповідав, що не бачив жодних емоцій в очах бійців своєї нової команди, ніби життя було висмоктане з них. Коли він дізнався, що «поглядом на тисячу ярдів» називається такий відчужений вираз обличчя, Джо сказав:
|  | Після того, як я втратив свого першого друга, я відчув, що краще бути відстороненим. Оригінальний текст (англ.) After I lost my first friend, I felt it was best to be detached. |

Фоторепортер Френк Джонстон (англ. Frank Johnston) під час цієї війни 15 травня 1967 пережив шквальний вогонь, а коли після падіння підняв очі вгору, побачив солдата з «поглядом на тисячу ярдів». Фотограф зміг дістати свою «Лейку» і зробити знімок, який наступного дня був розтиражований на перших сторінках американських газет.